# Callaway (Minnesota)
Callaway es una ciudad ubicada en el condado de Becker en el estado estadounidense de Minnesota. En el Censo de 2010 tenía una población de 234 habitantes y una densidad poblacional de 140,73 personas por km².

## Geografía
Callaway se encuentra ubicada en las coordenadas 46°58′52″N 95°55′3″O / 46.98111, -95.91750. Según la Oficina del Censo de los Estados Unidos, Callaway tiene una superficie total de 1.66 km², de la cual 1.66 km² corresponden a tierra firme y (0.31%) 0.01 km² es agua.

## Demografía
Según el censo de 2010, había 234 personas residiendo en Callaway. La densidad de población era de 140,73 hab./km². De los 234 habitantes, Callaway estaba compuesto por el 50.85% blancos, el 0.85% eran afroamericanos, el 35.9% eran amerindios, el 0% eran asiáticos, el 0% eran isleños del Pacífico, el 0% eran de otras razas y el 12.39% pertenecían a dos o más razas. Del total de la población el 1.71% eran hispanos o latinos de cualquier raza.